# Tripel-Allianz (1668)

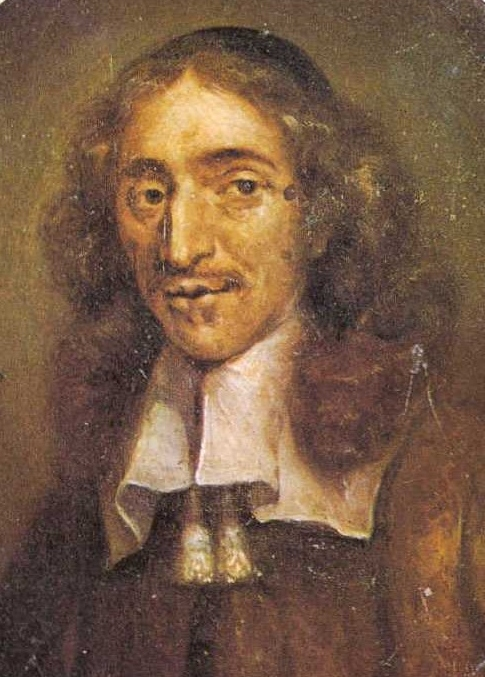
Johan de Witt, Mitbegründer der Triple Allianz

Als Triple-Allianz oder Tripel-Allianz (dt. Dreibund) wird u. a. eine am 23. Januar 1668 gegründete Allianz zwischen den Vereinigten Niederlanden, England und Schweden bezeichnet. Vorausgegangen war der Devolutionskrieg zwischen Frankreich und Spanien, dessen Ende die Triple Allianz herbeizwingen wollte. Frankreich war zu diesem Zeitpunkt bereits zur Hegemonialmacht in Europa avanciert, dessen Machtbegrenzung das öffentliche Ziel der Allianz war.

## Hintergrund
Im Devolutionskrieg (1667–1668) war Frankreich unter Ludwig XIV. mit Truppen in die Spanischen Niederlande eingefallen und hatte hierbei enorme Erfolge zu verzeichnen. Die Generalstaaten ihrerseits befürchteten jedoch einen zu starken Machtzuwachs Frankreichs und wollten die Spanischen Niederlande als eine Art Puffer zwischen sich und Frankreich behalten. Obwohl die Niederlande seit 1662 in einem Defensivbündnis mit Frankreich standen, wollten sie dieses dennoch zu einem Frieden mit Spanien zwingen. Die diplomatischen Bemühungen erwiesen sich in dieser Hinsicht jedoch rasch als erfolglos, weshalb eine Allianz mit anderen Staaten erforderlich schien. 
England und die Niederlande hatten 1667 den Frieden von Breda geschlossen und damit den Zweiten Englisch-Niederländischen Seekrieg (1665–1667) beendet. Nach außen signalisierte auch England die Bereitschaft, den Expansionsplänen Frankreichs entgegenzuwirken. Besonders die Diplomaten wie William Temple schienen selbst der Überzeugung zu sein, mit der Allianz eine Expansion Frankreichs zu verhindern. Es ist jedoch angesichts des weiteren Verlaufs als wahrscheinlicher anzusehen, dass der englische König Karl II. durch diese Allianz lediglich das gute Verhältnis zwischen den Niederlanden und Frankreich zu trüben versuchte. 
Schweden wurde 1667/68 noch nicht vom minderjährigen Karl XI., sondern von seiner Mutter und dem Adel regiert. Auch hier war zwar eine zu starke Expansion Frankreichs nicht gern gesehen, doch spielten die Expansionsbestrebungen Ludwigs eine eher untergeordnete Rolle für den Beitritt in die Allianz. Ungleich bedeutender waren die versprochenen Subsidienzahlungen seitens der Alliierten an Schweden sowie die Zahlungen, welche Spanien nach Abschluss eines Friedens an Schweden jährlich leisten sollte.

## Inhalt
Die Vertragsmitglieder verpflichteten sich 1668, Spanien und Frankreich zum Frieden zu bewegen. Dabei sollte Spanien Gebiete abtreten, Frankreich hierfür einen Teil der eroberten Gebiete wieder an Spanien zurückgeben. Hierbei sollten entweder Grenzgebiete in den Spanischen Niederlanden oder die Franche-Comté an Frankreich abgetreten werden. Im Falle einer Weigerung seitens Frankreichs oder Spaniens, sollte das entsprechende Land militärisch zu einem Friedensvertrag gezwungen werden. Für die Niederlande verhandelte Johan de Witt, für England William Temple und für Schweden Christoph Delphicus von Dohna.

## Auswirkung
Die unmittelbaren Auswirkungen der Triple Allianz lassen sich heute schwer abschätzen und waren auch für Zeitgenossen alles andere als eindeutig.
Dennoch wäre der anschließende Frieden von Aachen zwischen Frankreich und Spanien wohl kaum ohne die Drohkulisse zustande gekommen, welche die Niederlande, England und Schweden durch die Allianz aufgebaut hatten. Frankreich hatte jedoch bereits im Vorfeld einen geheimen Teilungsvertrag mit dem Kaiser des Heiligen Römischen Reiches, Leopold I. geschlossen, nach welchem Frankreich nach einem Aussterben der spanischen Linie der Habsburger einen großen Teil des Spanischen Reiches bekommen sollte. Somit waren die Verluste, die Ludwig XIV. im Frieden von Aachen zu erdulden hatte keineswegs so schlimm, wie sie erschienen, denn der Spanische König (Karl II.) galt als konstitutionell schwach und hatte keine Erben. Ludwig XIV. durfte also in absehbarer Zeit so oder so mit einem Großteil des spanischen Besitzes rechnen.

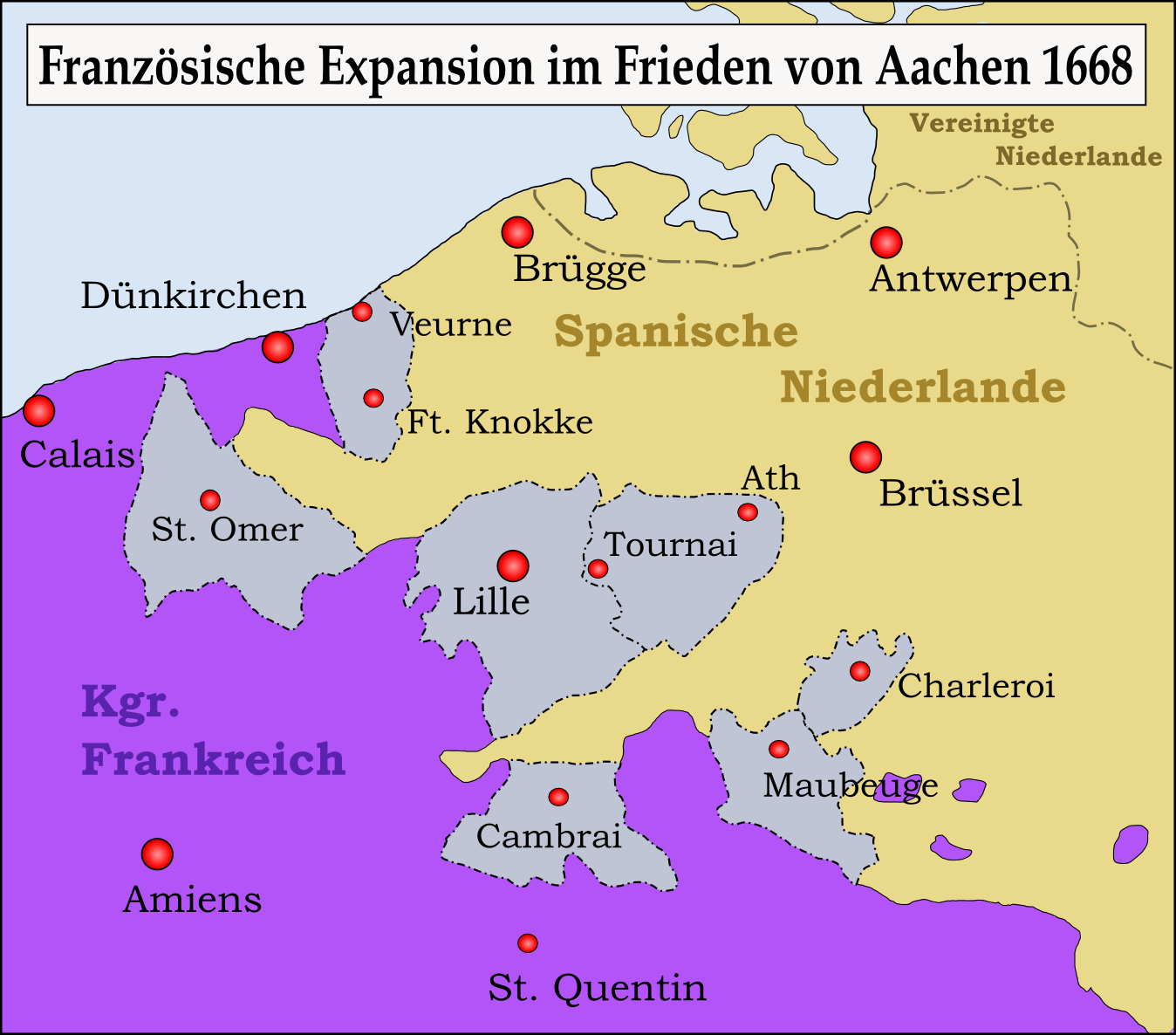
Territoriale Expansion Frankreichs aufgrund des durch die Triple Allianz erzwungenen Friedens von Aachen

Dass die Triple Allianz im Verlauf keinerlei Wirkung mehr entfaltete, zeigte sich bereits darin, dass Ludwig XIV. 1670 ungehindert in das Herzogtum Lothringen marschieren konnte und dieses militärisch besetzen ließ. Die Allianz griff hier nicht ein und offenbarte hierdurch ihre Schwächen. Insgeheim zerfiel die Triple Allianz bereits 1670, als England mit Frankreich den geheimen Vertrag von Dover schloss. In diesem verbündeten sich nun England und Frankreich ihrerseits gegen die Niederlande. Bis zum Französisch-Niederländischen Krieg 1672 zwischen Frankreich/England und den Niederlanden war die Triple-Allianz endgültig aufgelöst worden, denn auch Schweden war gegen Subsidenzahlungen auf die Seite Frankreichs gewechselt. Gegen eine jährliche Zahlung von 600.000 Reichstalern verpflichtete sich Schweden, im Falle einer Intervention des Kaisers (oder der deutschen Fürsten) "eine beständige und mit aller Kriegsrüstung versehene Armee von 10000. zu fuß/ und 6000. zu Pferdt/ in das Herzogthum Brehmen oder Pomern zuschicken". Spätestens seit diesem Geheimabkommen bestand die Triple Allianz nicht mehr, im Gegenteil: England und Schweden waren durch geschicktes Taktieren der Franzosen auf die Seite Frankreichs gewechselt.